# Voultegon
Voultegon is een voormalige gemeente in het Franse departement Deux-Sèvres in de regio Nouvelle-Aquitaine en telt 484 inwoners (1999). De plaats maakt deel uit van het arrondissement Bressuire.

## Geschiedenis
Tot 1 januari 2013 was Voutegon een zelfstandige gemeente. Op die datum werd het met Saint-Clémentin samengevoegd tot de nieuwe fusiegemeente Voulmentin.

## Geografie
De oppervlakte van Voultegon bedraagt 17,7 km², de bevolkingsdichtheid is 27,3 inwoners per km².
De onderstaande kaart toont de ligging van Voultegon met de belangrijkste infrastructuur en aangrenzende gemeenten.

## Demografie
Onderstaande figuur toont het verloop van het inwonertal.